# Bernard-Pierre Donnadieu
| Bernard-Pierre Donnadieu                  | Bernard-Pierre Donnadieu                        |
| Kattints az alábbi külső linkek egyikére! | Kattints az alábbi külső linkek egyikére!       |
| ----------------------------------------- | ----------------------------------------------- |
| Nem található szabad kép.(?)              |                                                 |
| külső link · jogvédett                    | Farge felügyelőhelyettes A profi-ban (1981)     |
| külső link · jogvédett                    | Monsieur Galapiat a Külvárosi mulató-ban (2008) |

Bernard-Pierre Donnadieu (Párizs, 1949. július 2. – Le Chesnay, 2010. december 27.) César-díjas (1984) francia karakterszínész, száznál több film szereplője. Pályájának első két évtizedében főleg mogorva,  félelemkeltő, törvénysértő, gyakran pszichopata karakterek megtestesítője. Hírnevét Georges Lautner rendező 1981-es A profi című akciófilmjében szerezte, ahol Jean-Paul Belmondo ellenlábasát, Farge-ot alakította. Érett színész korában vezetőket, felelősséget hordozó személyeket, családapákat, politikusokat formált meg.

## Élete

### Származása, tanulóévei
Párizs 4. kerületében született. Színház- és filmművészeti ismereteket tanult az Új Sorbonne Egyetemen, Párizs 3. kerületében. Tanulmányainak finanszírozására teljes munkaidős, három-műszakos fizikai munkát vállalt egy dugógyártó üzemben. Munkahelyi baleset érte, egy hidraulikus prés összezúzta két kézujját. Ezután biztonsági őrként dolgozott a Bouteilly szépségszalonban, Montlhéry-ben.
1975-ben csatlakozott Robert Hossein reimsi színházi társulatához. Federico García Lorca Bernarda Alba háza c. drámáját és Makszim Gorkij Éjjeli menedékhely c. színművét játszották. A színpadon Gérard Desarthe-tal és az ifjú Isabelle Adjanival dolgozott együtt.

### Filmszínészi pályája
Fokozatosan megkapta első apró filmszerepeit is. 25 évesen nagy rendezők nagy filmjeiben játszott mellékszerepeket, így Roman Polański A lakó-jában (1976); Claude Lelouch Si c’était à refaire (Ha újra kezdhetnénk)-jében  (1976); Jean-Jacques Annaud dans Csatár a pácban-jában (1979) és Patrice Chéreau rendező Judith Therpauve-jában (1978). Az apró szerepek után 1981-ben Georges Lautner rendező már meghatározó szerepet adott neki A profi című 1981-es ügynökfilmjében, ahol frusztrált, bosszúvágyó fiatal rendőrtisztet alakít, a főszereplő Joss százados (Jean-Paul Belmondo) ellenlábasát. A szerep hatalmas ismertséget hozott a fiatal Donnadieu-nek.
Darabos arcvonásai, kék szemének nyugtalanító, jéghideg pillantása predesztinálta a megkeseredett, törvényenkívüli, destruktív, romboló, rosszindulatú karaktereinek megformálására. 1982-ben szerepelt Daniel Vigne rendező középkorban játszódó drámájában, a Martin Guerre visszatér-ben, ahol Gérard Depardieu mellett ő játszotta az igazi Martin Guerre-t, aki személyazonosságának elismertetésért harcol. Főszerepek hosszú sorozatát kapta.
Serge Leroy 1983-as L’indic című maffia-krimijében ő játszotta a kegyetlen korzikai maffiafőnököt, Malaggionét, akit Bertrand rendőrfőnök (Daniel Auteuil) üldöz. 
Veszedelmes bűnöző bandavezért játszott Gilles Béhat rendező 1984-es Rue barbare (Barbár utca) című bűnügyi drámájában. Alakításáért 1985-ben megkapta a legjobb mellékszereplőnek járó César-díjat.
Gilles Béhat rendező 1985-ös Urgence (Vészhelyzet) című bűnügyi thrillerében egy neofasiszta vezért alakított. 
1987-ben Bertrand Tavernier rendező Béatrice passiója című drámájában főszerepet, egy torzult lelkű középkori lovagot játszott, aki nem képes feldolgozni ifjú korában saját anyja ellen elkövetett bűnének kínzó emlékeit, és saját leányán (Julie Delpy) éli ki önnön erkölcsi bosszúvágyát. 
1988-ban megkapta a főszerepet George Sluizer holland rendező Nyomtalanul című misztikus horror-drámájában is, ahol egy kegyetlen pszichopata és szociopata bűnözőt alakít, Gene Bervoets és Johanna ter Steege mellett. 1992-ben Jacques Dorfmann rendező akciófilmjében, A farkas árnyékában fejvadászt alakított, Donald Sutherland társaságában, Lou Diamond Phillipsszet és Mifune Tosirót üldözve.
Az 1990-es években képes volt váltani, új oldaláról mutatkozott meg: „rokonszenves” karaktereket is sikerrel formált meg színpadon és filmekben egyaránt. 
Az Guillaume Nicloux 1994-es Faut pas rire du bonheur (Ne nevesd ki a boldogságot) című romantikus filmjében nagy szenvedélyeket élt át Laura Morante-tal.
Emellett számos (különféle jellemű és megítélésű) történelmi személyiséget játszott el színpadon és televíziós produkciókban, így 
Auroux ezredest, első világháborús parancsnokot, aki igazságtalanul halálra ítélte egy katonáját (Yves Boisset: La Pantalon, 1997); 
Hubert Henry alezredest, a Dreyfus-per hamis bizonyítékainak fabrikálóját (Yves Boisset: A Dreyfus-ügy (L’Affaire Dreyfus), 1995); 
Mirabeau grófot A forradalom alsószoknyái c. tévésorozatban (1989); és 
Jean Monnet politikust, az Európai Unió létrejöttének fontos előharcosát (Franck Apprederis rendező Szeretem az ellenségem c. filmjében, 2007).
2008-ban, Marcel Bluwal À droite toute (Teljesen jobbra) című tévéfilmjében, mely a franciaországi szélsőjobboldal az 1930-as évekbeli felemelkedését mutatja be, Donnadieu egy François Salmon nevű fiktív autóipari feltalálót, felemelkedő vállalkozót játszott, akinek karakterét a rendező jól felismerhetően Eugène Schueller (1881–1957) kozmetikai feltalálóról, iparvállalkozóról, a L’Oréal alapítójáról mintázta.
2008-ban Galapiat szerepében visszatért a mozivászonra is, Christophe Barratier rendező Külvárosi mulató c. filmjében. Ugyanebben az évben Yves Boisset is címszerepet adott neki L’Affaire Salengro című történelmi filmjében, ahol Donnadieu Roger Salengro (1890–1936) szocialista politikust alakította, akit politikai ellenfelei öngyilkosságba kergettek.
Donnadieu rendszeresen kölcsönözte (francia) szinkronhangját Harvey Keitelnek, Michael Rookernek, Brendan Gleesonnak és más nemzetközi sztároknak. Hangját adta rajzfilmekhez, és narrátorként dokumentumfilmekhez is.

### Halála
Utolsó filmes szerepét 2010-ben Marcel Bluwal rendező Jeanne Devère című politikai filmdrámájában játszotta el. 2010. december 27-én 61 éves korában prosztatarák következtében elhunyt. A Jeanne Devère-t már csak Donnadieu halála után, 2011-ben mutatták be.
2011. január 3-án a sceaux-i templomban búcsúztatták, majd a fontenay-aux-roses-i temetőben helyezték örök nyugalomra.
1983-ban született leánya, Ingrid Donnadieu szintén színésznő lett.

## Főbb filmszerepei
- 1975: Les Mohicans de Paris; tévésorozat; katonatiszt
- 1976: Csak egy asszony… (Docteur Françoise Gailland); ápoló
- 1976: Klein úr (Monsieur Klein); névtelen szereplő
- 1976: A lakó (Le locataire); bárpincér
- 1976: Si c’était à refaire; Claude Blame
- 1976: Ellenségem holtteste (Le corps de mon ennemi); szőke szélhámos
- 1976–1977: A hugenották kincse (Ces beaux messieurs de Bois-Doré); tévé-minisorozat, Clindor
- 1978: Douze heures pour mourir; tévéfilm; Gianelli rendőrfelügyelő
- 1978: Egy lap a szerelemről (Mon premier amour); kávéház főnöke
- 1978: Thomas Guérin nyugdíjas (Thomas Guérin… retraité); tévéfilm; Lucien
- 1979: Csatár a pácban (Coup de tête); Lucien
- 1979: Moulin felügyelő (Commissaire Moulin); tévésorozat; Aguir
- 1979: Les cinq dernières minutes; tévésorozat; Jacques Roucy
- 1980: Éjszakai ügyelet (Médecins de nuit); tévésorozat; Maurice
- 1981: Egyesek és mások (Les uns et les autres); mozifilm; Vörös Kereszt-képviselő
- 1981: Egyesek és mások (Les uns et les autres); tévésorozat; Vörös Kereszt-képviselő
- 1981: L’ennemi de la mort; tévé-minisorozat; Dr. Charbonnière orvos
- 1981: A profi (Le professionel); Farges felügyelő
- 1982: Martin Guerre visszatér (Le retour de Martin Guerre); „az igazi” Martin Guerre
- 1983: L’indic; Malaggione, a korzikai
- 1983: Az élet kész regény (La vie est un roman); iskolai tanár
- 1983: Mario Ricci halála (La mort de Mario Ricci); Jacky Vermot
- 1983: Liberty belle; Yvon
- 1984: Rue barbare; Mathias „Matt” Hagen, a helyi kápó
- 1984: Machinations; tévésorozat; De Vlaminck
- 1985: Urgence; Lucas Schroeder
- 1985: Mariage blanc; tévéfilm; Jean-Bernard
- 1985: Les loups entre eux; De Saintes
- 1986: Szerelmem, Max (Max mon amour); Archibald
- 1986: Flagrant désir; Robert Barnac
- 1986: L’intruse; Philippe Busard
- 1987: Série noire; tévésorozat; Solinas
- 1997: Les fous de Bassan; Nicolas Jones lelkipásztor
- 1997: Double Face; tévéfilm; Ring / Jean-Jean (Double-face)
- 1987: Béatrice passiója (La passion Béatrice); François
- 1988: Les lutteurs immobiles; tévéfilm; David (forgatókönyvíró is)
- 1988: Nyomtalanul (Spoorloos); Raymond Lemorne
- 1989: A forradalom alsószoknyái (Les jupons de la révolution); tévésorozat; Mirabeau gróf
- 1990: Una vita scellerata; I. Ferenc király
- 1990: Connemara; Márk király
- 1990: Mit den Clowns kamen die Tränen; tévé-minisorozat; Dr. Eli Kaplan
- 1991: L’alerte rouge; tévéfilm; François
- 1991: Blanc d’ébène; Mariani toborzótiszt
- 1991: Vigasztaló Marcellino (Marcellino); a gróf
- 1992: A lovasszázad (Szwadron); Franek Bata
- 1992: A farkas árnyéka (Shadow of the Wolf); Brown
- 1993: La scène finale; tévéfilm; Hugo
- 1993: Rosenemil; Dr. Friedmann
- 1993: Justinien Trouvé, ou le bâtard de Dieu; Martin Coutouly
- 1994: Faut pas rire du bonheur; Michel
- 1996: A Dreyfus-ügy (L’affaire Dreyfus); tévéfilm; Hubert Henry őrnagy
- 1996: Le poteau d’Aldo; tévéfilm; Aldo
- 1996: Caboose; Larrivée
- 1997: Le pantalon; tévéfilm; Auroux ezredes
- 1997: La fine équipe; tévésorozat; Valck
- 1997: Barbe Rouge; tévésorozat; Barbe Rouge (1997)
- 1998: Jeanne et le loup; tévéfilm; Liancade de Roqueblanque
- 2000: A sivatag kincse (I guardiani del cielo), tévéfilm; Abdurrasam
- 2001: Druidák (Druids / Vercingétorix); Dumnorix
- 2002: Jean Moulin; tévéfilm; Charvet
- 2003: Orages; tévéfilm; Garnier
- 2004: Les passeurs; tévéfilm; Maurice Nicod
- 2004: Clochemerle; tévéfilm; Monsieur Piéchut polgármester
- 2005: Jusqu’au bout; tévéfilm; Vincent Guérin
- 2006: Antonio Vivaldi, un prince à Venise; francia nagykövet
- 2007: Szeretem az ellenségem (Nous nous sommes tant haïs); tévéfilm; Jean Monnet
- 2008: À droite toute; tévé-minisorozat; François Salmon
- 2008: Külvárosi mulató (Faubourg 36); Galapiat
- 2009: L’affaire Salengro; tévéfilm; Roger Salengro
- 2010: Du cristal à la fumée; tévéfilm; Göring
- 2011: Jeanne Devère; tévéfilm; Martin